# Minimalna inhibitorna koncentracija
U mikrobiologiji, minimalna inhibitorna koncentracija (MIC) je najniža koncentracija antimikrobnog agensa kojom se inhibira vidljiva proliferacija mikroorganizama nakon inkubacije tokom noći. Minimalne inhibitorne koncentracije su važne u dijagnostičkim laboratorijama pri određivanju otpornosti mikroorganizama na antimikrobni agens, kao i pri praćenju aktivnosti novih antimikrobnih agenasa. MIC se generno smatra najosnovnijim laboratorijskim merenjem aktivnosti antimikrobnog agensa protiv organizma.